# Alle Jahre wieder
Ne doit pas être confondu avec Alle Jahre wieder (chant).
Pour plus de détails, voir Fiche technique et Distribution.
Alle Jahre wieder est un film allemand réalisé par Ulrich Schamoni, sorti en 1967. Le film remporte le Grand prix du jury et le prix FIPRESCI de la Berlinale 1967.

## Fiche technique
- Titre : Alle Jahre wieder
- Réalisation : Ulrich Schamoni
- Scénario : Ulrich Schamoni et Michael Lentz
- Photographie : Wolfgang Treu (en)
- Musique : Hans Posegga
- Pays d'origine : Allemagne de l'Ouest
- Format : Noir et blanc - Mono
- Date de sortie : 1967

## Distribution
- Ulla Jacobsson : Lore Lücke
- Sabine Sinjen : Inge Deitert
- Hans-Dieter Schwarze : Hannes Lücke
- Johannes Schaaf : Spezie
- Hans Posegga : Dr Meneke